# Huwana
Huwana era una ciutat que es va incorporar a l'Imperi Hitita, situada a Frígia, a l'oest de les possessions centrals hitites.
El rei Subiluliuma I va obtenir una victòria sobre el Regne d'Arzawa en la primera de les seves campanyes com a rei, cap a l'any 1344 aC. El text hitita conservat diu que Subiluliuma va trobar a la ciutat sis tribus, i les va derrotar, i les tropes enemigues van morir quasi totes.